# دیوید جی. اشر
| فهرست سیارک‌ها (۹۰۰۱ - ۱۰۰۰۱)  | فوریه ۳, ۱۹۹۵   |
| سیارک ۱۰۳۶۹                   | فوریه ۸, ۱۹۹۵   |
| سیارک ۱۲۳۹۵                   | فوریه ۸, ۱۹۹۵   |
| مک‌براید ۱۵۸۳۴                 | فوریه ۴, ۱۹۹۵   |
| مسلی ۱۶۶۹۳                    | دسامبر ۲۶, ۱۹۹۴ |
| سیارک ۲۲۴۰۳                   | ژوئن ۵, ۱۹۹۵    |
| سیارک ۲۶۸۹۱                   | فوریه ۷, ۱۹۹۵   |
| مک‌کلور ۳۷۶۷۸                  | فوریه ۳, ۱۹۹۵   |
| فهرست سیارک‌ها (۴۲۰۰۱ - ۴۳۰۰۱) | ژوئن 5, 1995    |
| سیارک ۵۸۳۴۵                   | فوریه ۷, ۱۹۹۵   |

دیوید جی. اشر (انگلیسی: David J. Asher؛ زادهٔ ۱۹۶۶) یک ستاره‌شناس اهل بریتانیا است. 